# Garcinia penangiana
Garcinia penangiana är en tvåhjärtbladig växtart som beskrevs av Jean Baptiste Louis Pierre. Garcinia penangiana ingår i släktet Garcinia och familjen Clusiaceae. Inga underarter finns listade i Catalogue of Life.